# Ondřej Babka
Ondřej Babka (* 22. února 1994 Praha) je český politik, od července 2019 poslanec Poslanecké sněmovny PČR, od roku 2014 zastupitel a od roku 2018 radní města Husinec, předseda kulturní komise města Husinec, člen hnutí ANO 2011.

## Život
V letech 2009 až 2013 absolvoval Gymnázium Prachatice, následně vystudoval obor národní hospodářství na Národohospodářské fakultě Vysoké školy ekonomické v Praze, kde získal titul Bc. Poté vystudoval magisterský obor Hospodářské a politické dějiny 20. století taktéž na Národohospodářské fakultě Vysoké školy ekonomické v Praze, kde získal titul Ing.
Působil jako předseda kulturní komise města Husinec. Je organizátorem dvoudenního multižánrového festivalu HUSFEST, Husových oslav či talkshow Husinecké křeslo pro hosta.
Žije ve městě Husinec na Prachaticku. Jeho otec Pavel Babka je bývalý prvoligový fotbalista.

## Politické působení
V komunálních volbách v roce 2014 byl z pozice nestraníka za hnutí ANO 2011 zvolen zastupitelem města Husinec, a to jako lídr tamní kandidátky. Později se stal členem hnutí ANO 2011 a ve volbách v roce 2018 obhájil post zastupitele města. V listopadu 2018 se navíc stal radním města. V komunálních volbách v roce 2022 kandidoval do zastupitelstva Husince z 3. místa kandidátky subjektu „ANO 2011 a nezávislí kandidáti“. Mandát zastupitele i radního se mu podařilo obhájit.
Ve volbách do Poslanecké sněmovny PČR v roce 2017 kandidoval za hnutí ANO 2011 v Jihočeském kraji, ale neuspěl (skončil jako první náhradník). V červenci 2019 však zanikl poslanecký mandát tehdejší stranické kolegyni Radce Maxové (která byla zvolena ve volbách do Evropského parlamentu) a Ondřej Babka se tak stal poslancem Poslanecké sněmovny PČR.
Ve volbách do Poslanecké sněmovny PČR v roce 2021 kandidoval za hnutí ANO 2011 na 5. místě v Jihočeském kraji. Získal 1 145 preferenčních hlasů a obhájil mandát na další čtyři roky.
Ve sněmovních volbách v roce 2025 kandiduje na 5. místě kandidátní listiny hnutí ANO v Jihočeském kraji.